# Young Dracula
O Jovem Drácula (original Young Dracula) foi uma série de TV infanto-juvenil britânica, produzida pela CBBC, baseado no livro de Michael Lawrence.
A série, que teve 5 temporadas, conta a História da Familia Drácula que, devido a perseguições em sua terra natal, fogem da Transilvânia e vão se instalar em um velho castelo situado em Stokely, uma pequena cidade no interior da Inglaterra. A série inicialmente tinha tons humorísticos, mas com o tempo foi ficando mais  sombria com o protagonista tendo que enfrentar grandes dilemas ao descobrir ser o escolhido dos vampiros.

## História-
A série começa com o Vlad (intrepretado por Gerran Howell) em um carro com toda a sua família e o seu empregado e seu cão embalsamado 
Chegando ao castelo no topo de Stokely a irmã do Vlad (Ingrid) e o Vlad discutem para ver que fica com o "quarto da torre" o pai deles (Conde Drácula) logo diz que o 
Vlad ficará com o quarto então Vlad diz que só quer o quarto pois quer uma televisão o Conde que é um vampiro bastante conservador logo se zanga e diz que não lhe vai dar a televisão e o Vlad em um ataque de fúria atira a sua capa pela janela um pouco depois um humano (Robin) sobe pela janela com a sua capa e assim começa a sua amizade.
A mãe do Vlad e da Ingrid a Magda Westenra está sempre a tentar ficar com o que é do Conde Drácula.
Como podem ver a primeira temporada é bastante humorística mas a partir da 3 temporada vai ficando mais obscura e menos humorística com  o Vlad tornando-se o vampiro escolhido que é uma espécie de vampiro com poderes excepcionais que levará os vampiros de novo há sua antiga glória.

## Personagens-
| Personagens                                  | Apresentado por:  |
| -------------------------------------------- | ----------------- |
| Vladimir Drácula                             | Gerran Howell     |
| Ingrid Drácula                               | Clare Thomas      |
| Conde Drácula                                | Keith Lee Castle  |
| Magda Carmilla Elizabetta Bathoria Westernra | Donna Grant       |
| Zoltan                                       | Andy Bradshaw     |
| Percival Renfield                            | Simon Ludders     |
| Robin Branagh                                | Craig Roberts     |
| Chloe Branagh                                | Lucy Borja        |
| Graham Branagh                               | Aneirin Hughes    |
| Elizabeth Branagh                            | Beth Robert       |
| Ian Branagh                                  | Ben McGregor      |
| Paul Branagh                                 | Luke Bridgeman    |
| Eric Van Helsing                             | Terence Maynard   |
| Mina Van Helsing                             | Jo-Anne Knowles   |
| Jonathan Van Helsing                         | Terry Haywood     |
| Wolfie Westernra                             | Lorenzo Rodriguez |
| Alex McCauley                                | Letty Butler      |
| Bertrand du Fortunesa                        | Cesare Taurasi    |
| Erin Noble                                   | Sydney Rae White  |
| Malik Vaccaria                               | Richard Southgate |
| Sally Giles                                  | Laura Howard      |
| George Giles                                 | Bella Band        |
| Asan Ramanga                                 | Quinton Nyirenda  |
| Talitha                                      | Eleanor Gecks     |
| e muitos mais...                             |                   |